# Hoodia

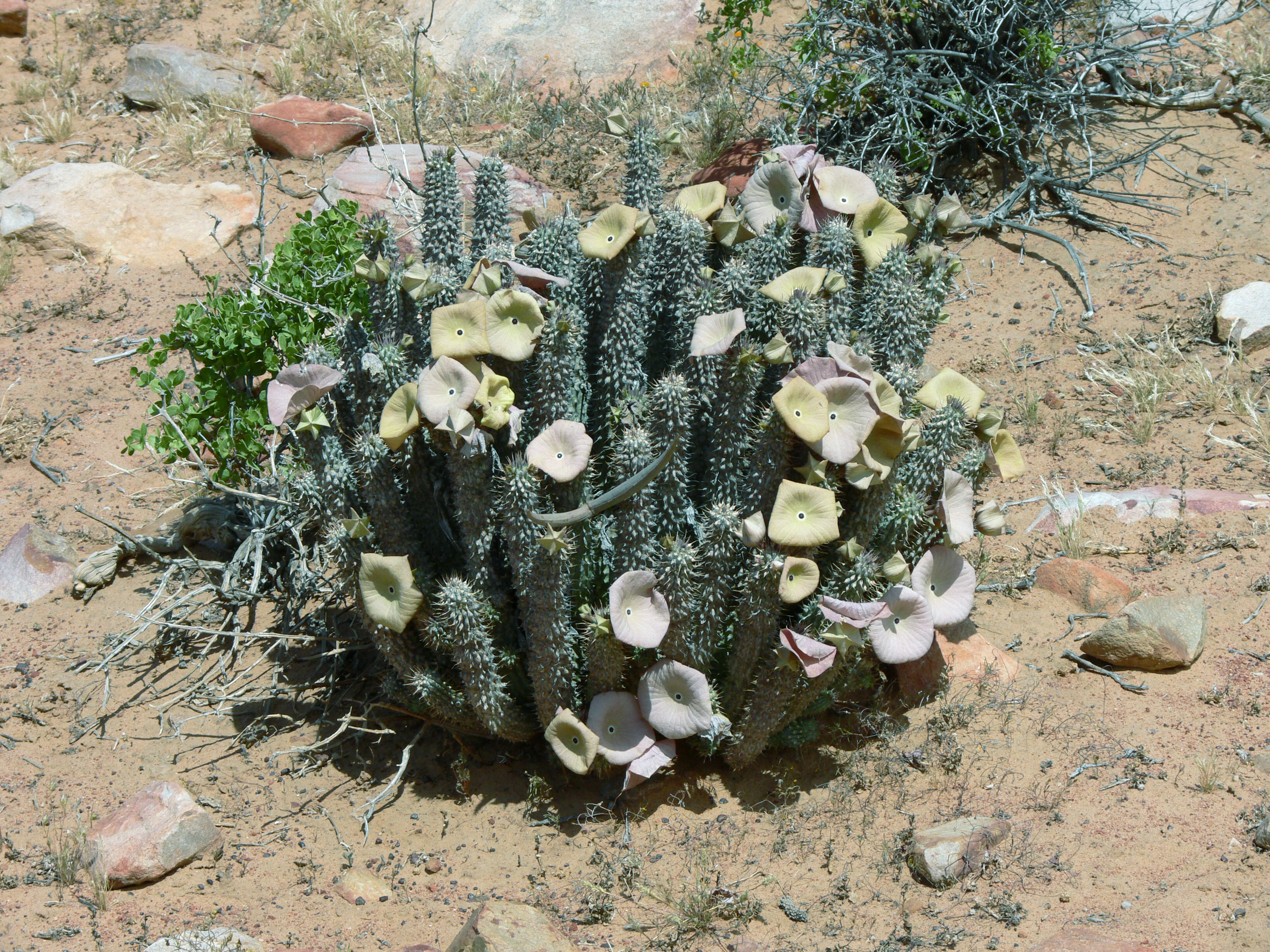
Hoodia gordonii

A Hoodia é uma planta da familia Apocynaceae, no grupo Asclepiadoideae. ↑  A Hoodia, com os seus talos suculentos, é chamada de "cactiforme" por sua notável similaridade com a familia dos Cactos. Podem alcançar um metro de altura e apresenta flores exuberantes, normalmente com cores agradáveis e cheiro forte.
Hoodias são plantas protegidas por espinhos, tipicas do deserto da Namíbia, indo do norte da Africa do Sul até o sul de Angola, especialmente em áreas planas e rochosas.
As Hoodias são cultivadas como plantas ornamentais, e uma espécie, a Hoodia gordonii está sendo investigada como moderador de apetite.

## Espécies e variedades
Há várias espécies dessa planta, algumas são:
- Hoodia albispina
- Hoodia alstonii
- Hoodia annulata
- Hoodia bainii
- Hoodia bainii var. juttae
- Hoodia barklyi
- Hoodia burkei
- Hoodia cactiformis
- Hoodia colei
- Hoodia currorii ssp. currorii
- Hoodia currorii ssp. lugardii
- Hoodia currorii var. minor
- Hoodia delaetiana
- Hoodia dinteri
- Hoodia dregei
- Hoodia felina
- Hoodia flava
- Hoodia foetida
- Hoodia genilis
- Hoodia gibbosa
- Hoodia gordonii O nome oficial é Hoodia gordonii (Masson) Sweet ex Decne↑ .  A planta foi descrita duas vezes: Primeiro por Sweet em 1830 e então por Masson, que a chamou de Stapelia gordonii. como o relato de Sweet é mais antigo, tem prioridade, e o nome Stapelia não é considerado válido pela taxonomia.
- Hoodia grandis
- Hoodia haagnerae
- Hoodia husabensis
- Hoodia juttae
- Hoodia langii
- Hoodia longispina
- Hoodia lugardii
- Hoodia macrantha
- Hoodia marlothii
- Hoodia meloformis
- Hoodia montana
- Hoodia mossamedensis
- Hoodia officinalis ssp. delaetiana
- Hoodia officinalis ssp. officinalis
- Hoodia parviflora
- Hoodia pedicellata
- Hoodia perlata
- Hoodia picta
- Hoodia pilifera ssp. annulata
- Hoodia pilifera ssp. pilifera
- Hoodia pilifera ssp. pillansii
- Hoodia pillansi
- Hoodia rosea
- Hoodia ruschii (Rainha do Namibe)
- Hoodia rustica
- Hoodia senilis
- Hoodia similis
- Hoodia sociarum
- Hoodia tirasmontana
- Hoodia triebneri
- Hoodia whitesloaneana

## Hoodia gordonii como moderador de apetite
O uso da Hoodia como moderador de apetite é conhecido pelas populações indígenas da África Austral há muito tempo. Freqüentemente usam a planta para o tratamento de indigestão e pequenas infecções.
Em 1977, o Conselho de Investigação Científica e Industrial Sul-Africano (South African Council for Scientific and Industrial Research — CSIR) isolou um ingrediente da planta (conhecido como P57) responsável pelo efeito moderador de apetite e o patenteou.
O CSIR então delegou uma licença a Phytopharm, empresa com sede no Reino Unido, que em colaboração com o Instituto Farmacêutico Pfizer, isolaram os ingredientes ativos a partir de extratos vegetativos e sua sintetização, para uso como moderador do apetite.
A Pfizer liberou os direitos sobre os ingredientes primários, em 2002. Paul Hutson, professor da Universidade de Wisconsin (Madison School of Pharmacy), declarou ao jornal "Wisconsin Stante News" que "Para a Pfizer liberar algo relacionado ao tratamento da obesidade, me parece que eles perceberam que não há mérito em seu uso oral".↑ 
A Pfizer declarou que o desenvolvimento do P57 (o ingrediente ativo da Hoodia), havia sido suspenso em razão da dificuldade na sua sintetização.↑  Jasjit Bindra, chefe de pesquisas da Hoodia, na Pfizer, declarou que havia indícios de efeitos colaterais nas cobaias, causados por outros componentes da fórmula, e que estes não podiam ser facilmente removidos do suplemento, adiantando que: "Certamente, a hoodia tem um longo caminho a seguir, antes que possa receber a aprovação do Conselho de Alimentos e Remédios Norte Americano (Food and Drug Administration - FDA). Até que fórmulas seguras sejam desenvolvidas, pessoas interessadas na dieta devem evitar seu uso." ↑ 
O governo da África do Sul, agiu rápido e em 2002, a CSIR oficialmente reconheceu os direitos legais da tribo San sobre a Hoodia, permitindo-lhes receber uma porcentagem nos lucros resultantes da comercialização da Hoodia. ↑ 
A Hoodia gordonii é uma planta protegida, que só pode ser colhida de seu ambiente original por nativos e pelas poucas companhias que detêm os direitos de exploração. ↑ 
Em 2006-2007, iniciaram as plantações industriais na África do Sul, localizadas no deserto do Khalahari com investimentos europeus e japoneses produzindo e exportando para todo o mundo em larga escala.

## Análises cientificas publicadas
Um estudo científico foi publicado em que o extrato da planta foi diretamente injetado no cérebro de ratos. ↑  Nenhum estudo foi feito em humanos para investigar a segurança ou efeitos da Hoodia gordonii em pílulas ou suplemento alimentar. O autor do estudo em ratos, disse que o P57 foi facilmente quebrado pelas cobaias,tornando-o seguro mas seria difícil tomar uma dose grande o suficiente para que tivesse efeito. MacLean alertou que suplementos atuais devem ser inadequados, declarando, "Imagino se existe realmente o suficiente do ingrediente ativo para fazer o efeito prometido." ↑ 

## Cobertura da Mídia
A cobertura da mídia e o marketing pesado das companhias de suplementos alimentares criaram tamanha demanda pelas plantas Hoodia que um status de protegida foi imposto em vários países como a Namibia. Vários produtos que dizem conter Hoodia, na verdade, não contem o ingreditente ativo que supostamente modera o apetite. Apenas o produto sul africano tem as alegadas propriedades. Uma análise das pílulas de Hoodia pela Alkemists Pharmaceuticals descobriu que pelo menos metade dos produtos comercializados como contendo Hoodia, não continha nenhuma. ↑ 
Como exemplo de como a mídia prefere apresentar "pegadinhas"(pequenas brincadeiras) no lugar de evidências científicas, em 2004, a correspondente do programa 60 Minutes, Lesley Stahl viajou para a África para provar Hoodia gordonii pessoalmente. De acordo com Stahl, ela não teve uma única refeição satisfatória, concluindo, "Tenho que dizer que funcionou."↑  Um correspondente da BBC apresentou uma sátira parecida em 2003↑ 
Em Março de 2006, Consumer Reports investigou o suplemento alimentar e concluiu, "Esse remédio para perda de peso não oferece evidências clinicas para que os profissionais da Consumer recomendem o produto." ↑ 

## Propaganda e Golpes publicitários - spams
Falta de evidências cientificas ou aprovação dos órgãos responsáveis não evitou a propaganda das companhias de suplementos alimentares dizendo que o extrato da Hoodia gordonii baixaria a pressão sanguinea e reduziria o apetite. Goen Technologies Corporation's TrimSpa iniciou campanha publicitária da Hoodia gordonii sob a marca X32 com a apresentadora Anna Nicole Smith, mesmo tendo sido avisada pela Food and Drug Administration (FDA) de que o produto não demonstrou ser seguro ou efetivo. ↑  Health Canada não aprovou qualquer produto a base de hoodia para venda. ↑  Goen Technologies foi processada pelo estado de New Jersey por enganar os consumidores. ↑  A firma Trimspa está sendo processada na California que alega que seus produtos não contém nenhum ingrediente ativo da Hoodia. ↑ 
De março a Junho de 2006, milhares de mensagens eletrônicas não solicitadas foram enviadas divulgando a Hoodia, agressivamente oferecendo extratos de Hoodia para controle da obesidade. Como é comum com spam, não está claro o que iniciou a onda de mensagens, visto que não houve nenhuma referência positiva na mídia a respeito da Hoodia, nem mesmo interesse do público pela planta. A Federal Trade Commission já tem registrado numerosas reclamações de consumidores a respeito de fraudes associados a Hoodia e o número deve continuar a crescer. ↑ 
Atribui-e a fraude, produtos que não sejam Hoodia verdadeira. Os produtos naturais podem ser facilmente fraudados e por isso a origem e procedencia e extremamente importatnte no ato da compra.
Ao contrario do que se tem dito, muitos consumidores tem se beneficiado da utilizacao da Hoodia a um tal ponto que, algo inteligente foi realizado, em dezembro de 2004, a Unilever, multinacional do ramo alimenticio, firmou contrato com a Phytopharm para iniciar a divulgação da Hoodia gordonii comercialmente na forma de shakes e barras dietéticas. [citation needed]
Em 1 de julho de 2005, foi divulgado em um programa de variedades que uma companhia iniciou a venda de pirulitos reforçados com Hoodia. Os resultados tem sido eficazes.
Em março de 2007, foi lançado no mercado americano, uma nova erva que compete com a Hoodia, chamada Coordia "The brazilian alternative", que tem da mesma forma angariado a preferencia dos consumidores nas alternativas ao combate a obesidade.

## Anvisa proíbe produtos à base de Hoodia gordonii
A Agência Nacional de Vigilância Sanitária (Anvisa) determinou a proibição, no país, da manipulação de todos os medicamentos à base do extrato vegetal Hoodia gordonii, originário da África e utilizado como inibidor de fome e sede.
A determinação foi publicada dia 16 de fevereiro de 2007 no Diário Oficial da União. Como os estudos científicos ainda não constataram a eficácia e a segurança do produto, explica nota divulgada pela Anvisa, os registros foram negados. "O produto não possui registro como medicamento em nenhum país. Não há como assegurar a ação do produto, tampouco a ausência de riscos para quem consumir o vegetal", afirma a nota.
Também está proibida a propaganda de produtos à base de Hoodia Gordonii em todos os meios de comunicação, incluindo a internet, já que a Anvisa informa ter constatado que alguns sites promovem e vendem o produto como medicamento, "prática que configura crime, do ponto de vista sanitário".
A nota informa ainda que os responsáveis pela venda e promoção desses produtos "estarão sujeitos a penalidades previstas na Lei 6.437 de 1977, como multas, interdição do estabelecimento ou cancelamento do alvará de licenciamento".
Noticia divulgada pela Agência Brasil

## Links
- Hoodia Gordonii News
- Hoodia
- hoodia.com.br